# Alexander Alvarado
Alexander Antonio Alvarado Carriel (Quevedo, 1999. április 21. –) ecuadori válogatott labdarúgó, az LDU Quito csatárja.

## Pályafutása

### Klubcsapatokban
Alvarado az ecuadori Quevedo városában született. Az ifjúsági pályafutását a helyi Deportivo Quevedo csapatában kezdte, majd az Independiente del Valle akadémiájánál folytatta.
2015-ben mutatkozott be a Deportivo Quevedo felnőtt keretében. 2017-ben a Gualaceo, míg 2018-ban az első osztályban szereplő Aucas szerződtette. 2020 októbere és decembere között az észak-amerikai első osztályban érdekelt Orlando City csapatát erősítette kölcsönben. A lehetőséggel élve, 2021-ben az amerikai klubhoz igazolt. Először a 2021. április 24-ei, Sporting Kansas City ellen idegenben 1–1-es döntetlennel zárult mérkőzés 77. percében, Júnior Urso cseréjeként lépett pályára. A 2022-es szezonban az LDU Quitonál szerepelt kölcsönben. 2022. november 29-én ötéves szerződést kötött az LDU Quito együttesével.

### A válogatottban
Alvarado az U20-as korosztályú válogatottban is képviselte Ecuadort.
2019-ben debütált a felnőtt válogatottban. Először a 2019. szeptember 11-ei, Bolívia ellen 3–0-ra megnyert mérkőzés 85. percében, Romario Ibarrat váltva lépett pályára.

## Statisztikák
2023. június 18. szerint
| Klub         | Szezon   | Osztály  | Bajnokság | Bajnokság | Kupa  | Kupa | Nemzetközi | Nemzetközi | Összesen | Összesen |
| Klub         | Szezon   | Osztály  | Meccs     | Gól       | Meccs | Gól  | Meccs      | Gól        | Meccs    | Gól      |
| ------------ | -------- | -------- | --------- | --------- | ----- | ---- | ---------- | ---------- | -------- | -------- |
| Aucas        | 2018     | Serie A  | 41        | 3         | 0     | 0    | —          | —          | 41       | 3        |
| Aucas        | 2019     | Serie A  | 29        | 1         | 0     | 0    | —          | —          | 29       | 1        |
| Aucas        | 2020     | Serie A  | 13        | 1         | 0     | 0    | 2          | 1          | 15       | 2        |
| Aucas        | Összesen | Összesen | 83        | 5         | 0     | 0    | 2          | 1          | 85       | 6        |
| Orlando City | 2020     | MLS      | 2         | 0         | 0     | 0    | —          | —          | 2        | 0        |
| Orlando City | 2021     | MLS      | 10        | 0         | 0     | 0    | —          | —          | 10       | 0        |
| Orlando City | Összesen | Összesen | 12        | 0         | 0     | 0    | 0          | 0          | 12       | 0        |
| LDU Quito    | 2022     | Serie A  | 27        | 10        | 0     | 0    | 8          | 4          | 35       | 14       |
| LDU Quito    | 2023     | Serie A  | 15        | 9         | 0     | 0    | 6          | 1          | 21       | 10       |
| LDU Quito    | Összesen | Összesen | 42        | 19        | 0     | 0    | 14         | 5          | 56       | 24       |
| Összesen     | Összesen | Összesen | 137       | 24        | 0     | 0    | 16         | 6          | 153      | 30       |

### A válogatottban
| Válogatott | Év       | Pályára lépés | Gól |
| ---------- | -------- | ------------- | --- |
| Ecuador    | 2019     | 2             | 0   |
| Ecuador    | 2022     | 1             | 0   |
| Ecuador    | 2023     | 1             | 0   |
| Összesen   | Összesen | 4             | 0   |

## Sikerei, díjai
Ecuadori U20-as válogatott
- Dél-amerikai U20-as labdarúgó-bajnokság
  - Győztes (1): 2019

- U20-as labdarúgó-világbajnokság
  - Bronzérmes (1): 2019